# Route européenne 552
Pour les articles homonymes, voir Route 552.
La route européenne 552 est une route reliant Munich à Linz.